# Le Louvre
Le Louvre è il secondo singolo della cantante italiana Diana Est, pubblicato nel 1983.

## Descrizione
Le Louvre, scritto da Enrico Ruggeri e Stefano Previsti e arrangiato da Prerupe è un brano italo disco che ebbe un grande successo, nonostante il basso piazzamento in classifica. Il singolo raggiunse infatti la quarantatreesima posizione dei singoli più venduti, ma vendette oltre centomila copie.
Il brano nel 1983 partecipa sia ad Azzurro che al Festivalbar, dove si posiziona al secondo posto nella sezione Discoverde, quella dei giovani, dietro a Scialpi.
Le Louvre, il cui testo si ispira ad un mondo immaginario e sofisticato in cui i dipinti escono dai musei per portare la cultura nella moderna e depressa civiltà delle banalità, è stato oggetto nel 2004 di una cover remixata a opera del trio Prezioso feat. Marvin, trasformando il brano in una hit da discoteca.
Marmo di città è il lato B del singolo, scritto dagli stessi autori, riflessione sul trascorrere del tempo in un dialogo immaginario con una scultura antica esposta all'aperto.
Sul lato B di alcune edizioni è presente una terza traccia strumentale di Le Louvre.

## Tracce
7"
1. Le Louvre – 4:10 (Enrico Ruggeri, Stefano Previsti)
2. Marmo di città – 3:10 (Enrico Ruggeri, Stefano Previsti)
3. Le Louvre (strumentale) – 1:50 (Enrico Ruggeri, Stefano Previsti)

Durata totale: 9:10
12"
1. Le Louvre (Vocal) – 7:01 (Enrico Ruggeri, Stefano Previsti)
2. Le Louvre (Instrumental) (Scratching Version) – 7:23 (Enrico Ruggeri, Stefano Previsti)

Durata totale: 14:24
7" promo, Spagna
1. Le Louvre – 4:10 (Enrico Ruggeri, Stefano Previsti)

7", Germania
1. Le Louvre – 4:10 (Enrico Ruggeri, Stefano Previsti)
2. Marmo di città – 3:10 (Enrico Ruggeri, Stefano Previsti)

Durata totale: 7:20
12"
1. Le Louvre (Enrico Ruggeri, Stefano Previsti)
2. Le Louvre (Enrico Ruggeri, Stefano Previsti)

## Classifiche
| Classifica (1983) | Posizione massima |
| ----------------- | ----------------- |
| Italia (FIMI)     | 43                |

## Edizioni
- 1983 - Le Louvre/Marmo di città/Le Louvre (strumentale) (Dischi Ricordi, SRL 10985, 7") - per il mercato italiano
- 1983 - Le Louvre (Vocal)/Le Louvre (Instrumental) (Scratching Version) (Dischi Ricordi, SRLM 2027, 12") - per il mercato italiano
- 1983 - Le Louvre/Marmo di città/Le Louvre (Instrumental) (Epic, EPC A-4004 , 7") - per il mercato spagnolo
- 1983 - Le Louvre (Epic, EPC A 4004, 7" single side) - promo per il mercato spagnolo
- 1983 - Le Louvre (Vocal)/Le Louvre (Instrumental) (Scratching Version) (Epic, EPC A 12.4004, 12") - per il mercato spagnolo
- 1984 - Le Louvre/Marmo di città (RCA Victor, PB 69125, 7") - per il mercato tedesco
- 1984 - Le Louvre (Vocal)/Le Louvre (Instrumental Scratching Version) (RCA, PC 69126, 12") - per il mercato tedesco
- Le Louvre/Le Louvre (RCA, C-PC-69 126, 12") - promo

## Cover
- Nel 2004 Giorgio Prezioso ha inciso una cover di Le Louvre.